# Jean-Pierre Alexandre Bresson de Valmabelle
Jean Pierre Alexandre Bresson de Valmabelle, né le 3 octobre 1772 à Nîmes et mort le 26 décembre 1812 à Koenigsberg (Allemagne), est un général français du Premier Empire.

## Biographie
En mai 1787, il entre comme cadet au 3e régiment de Hussards. Le 20 août 1792, il passe lieutenant et capitaine le 1er juillet 1793. Du 24 septembre 1803 au 15 mai 1806, il est aide de camp du général Andréossy. Il combat à Austerlitz le 2 décembre 1805, et il est nommé chef d'escadron le 16 mai 1806.  
Le 5 octobre 1810, il est adjudant-commandant et aide de camp du Maréchal Ney jusqu'au 9 septembre 1812, et il participe à la campagne du Portugal.
Il est fait chevalier d'Empire le 11 juillet 1810, et il est promu général de brigade le 10 septembre 1812.
Il meurt des fatigues de la guerre le 26 décembre 1812, à Königsberg.
Chevalier et officier de la Légion d'Honneur[Quand ?].

## Sources
1. ↑  Vincent Rolin, Les aides de camp de Napoléon et des maréchaux sous le premier Empire, 1804-1815, Napoléon 1er Éditions, Saint-Cloud (Hauts-de-Seine), septembre 2005,  (ISBN 2-9519539-4-1).